# Fahrenholz (Kriesow)
Fahrenholz ist ein Ortsteil der Gemeinde Kriesow im Landkreis Mecklenburgische Seenplatte in Mecklenburg-Vorpommern. Der Ort, der am 1. Juli 1950 eingemeindet wurde, liegt nordöstlich des Hauptortes Kriesow an der Kreisstraße K 60. Östlich des Ortes verläuft die Landesstraße L 27.

## Baudenkmale
In der Liste der Baudenkmale in Kriesow ist für Fahrenholz der Gutsspeicher in der Steinstraße als einziges Baudenkmal aufgeführt.